# Der Seewolf (1941)
Der Seewolf ist ein US-amerikanischer Abenteuerfilm aus dem Jahr 1941 nach dem gleichnamigen Roman von Jack London mit Edward G. Robinson in der Hauptrolle. Regie führte Michael Curtiz.

## Handlung
Der Autor Humphrey Van Weyden befindet sich auf der Überfahrt nach San Francisco. Abends, in dichtem Nebel, wird die Fähre von einem unbekannten Dampfer gerammt und sinkt.
Van Weyden und die junge Ruth Brewster, die er auf der Fähre kennengelernt hat, treiben ab und werden schließlich vom auslaufenden Robbenfänger Ghost aufgefischt. Wolf Larsen, der Kapitän, behält die beiden kurzerhand an Bord, da er nicht bereit ist, wegen einer solchen „Lappalie“ umzukehren. Larsen ist ein rauer Mann mit enormer körperlicher Kraft, der seine Mannschaft gnadenlos schikaniert. Gleichzeitig ist er sehr intelligent und lebt nach einer kompromisslosen darwinistischen Philosophie: „Wer leben will, muss sich das Recht dazu erkämpfen.“ Es amüsiert ihn, zuzusehen, wie sich der schöngeistige Van Weyden mit harter körperlicher Arbeit sein tägliches Brot verdienen muss und dabei vor allem vom schmierigen Schiffskoch Mugridge gedemütigt wird.
Der Alltag an Bord ist geprägt von rauen Sitten und brutaler Disziplin. Eines Tages eskaliert die Situation: Mugridge wollte sich bei Larsen einschmeicheln, indem er ihm von einigen Lästerungen seitens der Matrosen George Leach, in den Ruth sich verliebt hat, und Johnson erzählt. Larsen bestraft die beiden und macht sich danach einen Spaß daraus, Mugridge als Verräter bloßzustellen, der dafür von der aufgebrachten Mannschaft an ein Tau gebunden und ins Meer geworfen wird. Dabei wird ihm von einem Hai ein Bein abgebissen.
Im Laufe der Zeit kommt es zwischen Van Weyden und Larsen zu einer Art Vertrauensverhältnis, da Van Weyden der Einzige an Bord ist, der mit seinem Intellekt mithalten kann. Zu dieser Zeit bemerkt Van Weyden auch, dass Larsen anscheinend an einer schweren Krankheit leidet, immer wieder wird er von heftigen Kopfschmerzen in Verbindung mit temporärer Blindheit geplagt.
Eines Nachts beschließen Johnson, Leach, Ruth und Van Weyden zu fliehen, um der Grausamkeit Larsens zu entkommen. Sie stehlen Proviant und eines der Fangboote und rudern, in der Hoffnung, auf Land zu stoßen, in die Nacht hinaus.
Nach mehreren Tagen auf See sind ihre Vorräte aufgebraucht. In dichtem Nebel haben sie die Orientierung verloren, bis plötzlich ein Schiff aus dem Nebel auftaucht: Die Ghost, verlassen, mit zerrissenen Segeln und leck geschossen. Wolf Larsen war von seinem Bruder "Death" Larsen aufgespürt und mit einer Kanone beschossen worden. Als die Matrosen Wolf Larsens Blindheit entdeckt und das Leck im Rumpf festgestellt hatten, waren sie in den Booten geflüchtet. Nur Larsen ist noch an Bord. Leach, Ruth und Van Weyden (Johnson hat sich inzwischen geopfert, um den dreien mehr vom Proviant zu lassen) beschließen, an der "Ghost" festzumachen und neue Vorräte zu beschaffen. Als Leach gerade den Proviant aus dem Schiffslager holt, taucht Larsen auf und schließt Leach im Lager ein. Ruth und Van Weyden, die derweil im Boot gewartet hatten, gehen auch an Bord und entdecken, dass Leach eingeschlossen ist. Van Weyden geht in die Kapitänskajüte, um von Larsen den Schlüssel zu fordern. Es kommt zu einem kurzen Wortgefecht, an dessen Ende Larsen Van Weyden niederschießt.
Durch einen Trick kann Van Weyden den inzwischen vollkommen erblindeten Larsen überzeugen, Leach und Ruth gehen zu lassen. Sie kehren zurück auf ihr Ruderboot und steuern in Richtung Küste. Van Weyden und Wolf Larsen versinken mit dem Schiff in den Tiefen des Meeres.

## Nominierungen & Auszeichnungen
Byron Haskin (Visuelle Effekte) und Nathan Levinson (Geräuscheffekte) erhielten eine Oscarnominierung für die besten Spezialeffekte.

## Kritik
Cinema: „Jack Londons philosophischer Roman um den berüchtigten Sadisten wurde etliche Male adaptiert, davon zweimal als Stummfilm. Dank der überzeugenden Besetzung und der hervorragenden Kameraarbeit von Sol Polito blieb Michael Curtiz’ Fassung bis heute unerreicht. Sie gilt als eine der besten Jack-London-Verfilmungen überhaupt. Die Spezialeffekte (alle „Außenaufnahmen“ entstanden im Atelier) erhielten eine Oscar-Nominierung.“

## Synchronisation
| Rolle               | Darsteller         | Synchronsprecher       |
| ------------------- | ------------------ | ---------------------- |
| Kapitän Larsen      | Edward G. Robinson | Walther Suessenguth    |
| Humphrey Van Weyden | Alexander Knox     | Ernst Wilhelm Borchert |
| George Leach        | John Garfield      | Franz Nicklisch        |
| Dr. Prescott        | Gene Lockhart      | Walter Altenkirch      |
| Harrison            | Howard Da Silva    | Gerhard Bienert        |

Die Synchronisation wurde 1949 durch das Filmstudio Tempelhof in Berlin vorgenommen. 

## Weitere Verfilmungen
Siehe Artikel: Der Seewolf, dort sind alle Verfilmungen des Romans aufgelistet.

## Sonstiges
- Der Seewolf hatte seine Premiere auf einem Schiff, dem Luxusliner America während einer Überfahrt von San Francisco nach Los Angeles.

- Insgesamt wurden zwölf Zimmerleute gebraucht, um die Ghost zu bauen.

- Der Schauspieler George Raft lehnte die Rolle des George Leach ab, weil sie ihm zu klein erschien.